# Орден Трудового Червоного Прапора БСРР
Орден Трудового Червоного Прапора БСРР (біл. Ордэн Працоўнага Чырвонага Сцяга БССР) — державна нагорода, заснована постановою Президії Центрального Виконавчого Комітету і Ради Народних Комісарів БСРР від 1 вересня 1924 року. За 9 років, з 1924 по 1933 роки, орденом були нагороджені близько 30 трудових і військових колективів та близько 140 осіб.
Проект ордена, розроблений художником Геннадієм Євгеновичем Змудзинським, був прийнятий на засіданні ЦВК УРСР влітку 1924 року. За задумом художника на ордені відображені найбільш значущі в республіці сфери праці: фабричний, заводський, сільськогосподарський та працівників лісу. Спецзамовлення з 300 орденів було виготовлено у Москві.

## Порядок вручення
Відповідно до постанови Президії ЦВК і Раднаркому БРСР від 1 вересня 1924 року, орденом нагороджували громадян республіки, які виявили особливу самовідданість, ініціативу і працьовитість у вирішенні господарських завдань. Пізніше, в статуті ордена, затвердженому 15 червня 1932 року, обмовлялося нагородження «в ознаменування виняткових заслуг в справі соціалістичного будівництва», а також «за видатне проведення спеціальних, особливої державної важливості завдань у сфері оборони країни». Підприємствам, установам і організаціям орден присуджувався «за особливі заслуги, що здійснюються в області праці». Нагородженому разом з орденом вручалася грамота, з 1932 року — орденська книжка.
Нагородження проводилося постановою ЦВК БСРР або його Президії за поданням центральних установ і відомств республіки, а також Центральної Ради професійних спілок. Разом з орденом вручалася особлива грамота, розроблена автором ордена. Напис по центру на білоруській мові відображала заслуги нагородженого. Грамота підписувалася Головою та Секретарем ЦВК БРСР.

## Вид ордена
Орден мав вигляд срібного трикутного щита, покритого червоною емаллю. У центрі ордену на фоні білої емалі — накладне зубчате колесо (коліща) перед яким червона п'ятикінечна зірка з написом «СССР» навскіс усередині. У нижній частині цієї зірки накладено серп і сокиру. Справа від Зірки (та коліща) — три колоса пшениці, зліва червоний прапор. У нижній частині ордену в чотири рядки іде напис білоруською «Беларуская Сацыялістычная Савецкая Рэспубліка». Вгорі вигнутий напис напис білоруською з краями направленими до низу: «Пролетарыі ўсіх краёў, злучайцеся». Над краями цього напису є абревіатури: справа «BSRR», а зліва «ררסרר» (на польській та їдиш, що були разом із російською офіційними мовами в БСРР).

## Порядок носіння
Орден кріпився на лівій стороні грудей. Носіння обов'язково на засіданнях з'їздів Рад, на сесіях ЦВК БСРР, на парадах та урочистих засіданнях, в дні революційних свят.

## Привілеї кавалерів
- Щорічна премія в розмірі 200 рублів.
- Пільги при вступі в колгоспи.
- Право безкоштовного проїзду в трамваях у всіх містах республіки.
- Знижка на оплату житла від 10 до 50 %.
- Скорочення на одну третину стажу роботи або служби для отримання пенсії.

## Кавалери ордена
- меліоративне товариство с. Волошки, Бєлиницький район Могильовської області
- меліоративне товариство с. Астрені, Чаусскій район Могильовської області
- завод «Енергія», м. Мінськ
- завод «Більшовик», м. Мінськ
- завод «Червоний металіст», м. Вітебськ
- завод «Червоний Жовтень», м. Мозир, 1929 р.
- фабрика «Герой праці», м. Добруш
- радгосп імені Калініна Самохваловічского району
- сільхозкоммуна «Червоний прапор», Городоцький район (Вітебська область)
- сільхозкоммуна Мінської болотної станції
- 2-й залізничний полк, 18 вересня 1926 р.
- 5-й залізничний полк, 18 вересня 1926 р.
- 7-й залізничний полк, 18 вересня 1926 р
- 10-й залізничний полк, 18 вересня 1926 р.
- 11-й залізничний полк, 18 вересня 1926 р.
- Об'єднана білоруська військова школа, 9 лютого 1931 р.
- 7-й кінно-артилерійський полк, 5 листопада 1932 р.
- 8-я Мінська стрілецька дивізія, 5 листопада 1932 р.
- 8-я авіабригада, 5 листопада 1932 р.
- війська прикордонної охорони ГПУ БССР, 1932 р.
- Балашов І. С. — військовий комісар, (15 липня 1931 р.)
- Алексєєв П. П. — помічник начальника штабу 6-го стрілецького полку (15 липня 1931 р.)
- Бєлов З. Б. — командир батальйону 5-го стрілецького полку (15 липня 1931 р.)
- Ваупшасов Станіслав Олексійович — співробітник органів ГПУ Білорусії (5 листопада 1932 р.)
- Гродіс Іван Гнатович — зам, голови ЧК-ГПУ Білоруської РСР (1927 р.)
- Кокотько Микола Опанасович — начальник застави 17 прикордонного загону військ ОДПУ по БВО (10 грудня 1930 р.)
- Кроль Юхим Мойсейович — начальник карного розшуку Робітничо-селянської міліції БССР (12 листопада 1925 р.)
- Ломоносов Василь Георгійович — начальник Особливого відділу ОДПУ 4-го стрілецького корпусу і начальник Вітебського оперативного сектора ГПУ БССР (11 липня 1932 р.)
- Опанскій Йосиф Казимирович — заст. повноважного представника ОГПУ по Білоруському військовому окрузі (8 01 1926 р.)
- Пиріг Костянтин Семенович — інженер, мостобудівник 31 військово-дорожнього загону (07.08.1925 р.)
- Путна Вітовт Казимирович — організатор і воєнком Вітебського військового відділу (15.12.1932 р.)
- Радецький-Микулич Вітольд Титович — начальник відділу підготовки кадрів ДУПО НКВД СРСР, полковий комісар,
- Ройяльві Жан (Римкевіч Іван Адамович) — начальник ОГПУ ВЧК Вітебської губернії Білоруської РСР (16.12.1928 р.)
- Сіекс Альберт Якович — заст. начальника ГО УГБ УКВД Білоруської РСР (1932 р.)
- Естрін Арон Нотович — бригадир наскрізний бригади на заводі «Пралетари» м Гомель. (23 вересня 1931 р., орден № 59).

## Цікаві факти
- на ордені є абривіатурні написи «BSRR» та «ררסרר» на польські мові та їдиш, які у 1920-х роках були також офіційними мовами у Білоруській СРР.
- ордени у кількості 300 штук були вироблені у московській майстерні. Невдовзі після виготовдення у майстерню навідались співробітники Московського карного розшуку, які «прихопили» (вилучили) і білоруські ордени. За запитом білоруських замовників, пізніше майже весь обсяг довелося повернути, крім 3-х орденів (за № 11, 221, 212) які буцімто не змогли у себе віднайти співробітники МУРу. Замість відсутніх орденів окремо було дозамовлено таку ж кількість за номерами 301, 302, 303.[1]